# George Hamilton

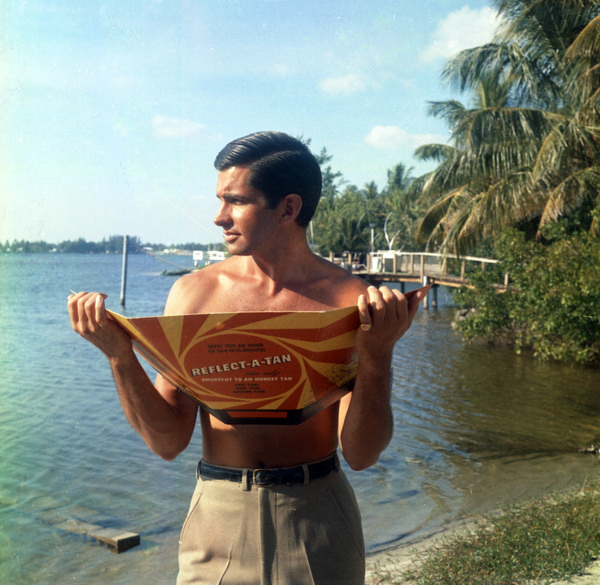
George Hamilton în 1965

George Hamilton (născut George Stevens Hamilton IV; n. 12 august 1939, Memphis, Tennessee, SUA) este un actor american de film și TV.

## Filmografie
- Lone Star (1952)
- Crime & Punishment, USA (1959)
- Home from the Hill (1960)
- All the Fine Young Cannibals (1960)
- Where the Boys Are (1960)
- Angel Baby (1961)
- By Love Possessed (1961)
- A Thunder of Drums (1961)
- The Light in the Piazza (1962)
- Two Weeks in Another Town (1962)
- The Victors (1963)
- Act One (1963)
- Looking for Love (1964) (Cameo)
- Your Cheatin' Heart (1964)
- Viva Maria! (1965)
- That Man George (1966)
- A Time for Killing (1967)
- Jack of Diamonds (1967)
- The Power (1968)
- Togetherness (1970)
- Elvis: That's the Way It Is (1970) (documentar)
- Evel Knievel (1971)
- Medusa (1973)
- The Man Who Loved Cat Dancing (1973)
- Columbo (1975, 1991 TV series)
- Jacqueline Susann's Once Is Not Enough (1975)
- The Happy Hooker Goes to Washington (1977)
- Sextette (1978)
- The Users (1978)
- From Hell to Victory (1979)
- Love at First Bite (1979)
- Zorro, The Gay Blade (1981)
- Malibu (1983)
- The Godfather Part III (1990)
- Doc Hollywood (1991)
- Once Upon a Crime (1992)
- Amore! (1993)
- Double Dragon (1994)
- Vanished (1995)
- Casper Meets Wendy (1995)
- Playback (1996)
- Meet Wally Sparks (1997)
- 8 Heads in a Duffel Bag (1997)
- The Little Unicorn (1998)
- She's Too Tall (1998)
- Bulworth (1998) (Cameo)
- Casper Meets Wendy (1998)
- Pets (1999)
- Crocodile Dundee in Los Angeles (2001) (Cameo)
- Off Key (2001)
- Reflections of Evil (2002)
- Hollywood Ending (2002)
- (too cool for Christmas) (2004)(rolul lui Moș Crăciun)
- The L.A. Riot Spectacular (2005)
- Rumor Has It... (2005) (Cameo)
- I'm A Celebrity Get Me Out Of Here! (2009)